# Fate/Grand Order
Fate/Grand Order (kurz FGO) ist ein Rollenspiel für Smartphones, das zur Fate-Spielreihe gehört. Über den Publisher Aniplex wurde die kostenlose Version des Spiels bis zum November 2019 über 19 Millionen Mal heruntergeladen. Das Spiel wurde auch als Manga und in Anime-Filmen umgesetzt.

## Entstehung und Veröffentlichungen
Das Spiel entstand bei Delightworks und Lasengle. Regie führten Yosuke Shiokawa und Yoshiki Kanou. Zusammen mit Atsuhiro Iwakami und Akihito Shouji war Shiokawa auch Produzent des Spiels. Die Designs entwarf Takashi Takeuchi und die Autoren waren Kinoko Nasu, Yuichiro Higashide und Hikaru Sakurai. Die Musik komponierten Keita Haga und James Harris. 
Fate/Grand Order wurde am 30. Juli 2015 von Aniplex für Android und am 12. August 2015 für iOS veröffentlicht. Später wurde das Spiel für Android und iOS auf Englisch am 25. Juni 2017 in den USA und Kanada und auf Koreanisch am 21. November 2017 veröffentlicht. 2018 erschien auch eine Arcade-Version als Fate/Grand Order Arcade. Als Fate/Grand Order VR feat. Mash Kyrielight erschien 2020 ein Virtual-Reality-Spiel für PlayStation VR.

## Inhalt und Spielmechanik
Das Spiel ist in drei Kapitel aufgeteilt. Nach Abschluss eines Kapitels wird das nächste betreten:
- Kapitel 1 Observer on Timeless Temple: Die Gefahr der Zerstörung der Menschheit muss begegnet werden.
- Kapitel 1,5 Epic of Remnant: Die Spieler bewältigen die Folgen und Trümmer von Teil 1. Die Ereignisse aus Teil 1 setzen sich in fort.
- Kapitel 2 Cosmos in the Lostbelt: Ein außerirdischer Gott versucht, die Geschichte der Menschheit zu überschreiben.

Innerhalb der Kapitel schreitet die Geschichte entsprechend einem Computer-Rollenspiel mit Elementen einer Visual Novel voran. Kämpfe werden rundenbasiert und mit einer Kartenspielmechanik ausgetragen. Der Spieler, der die Rolle des masters einnimmt, beschwört die Diener (servants), und sie kämpfen zusammen, um einen Heiligen Gral zu gewinnen. Dem Spieler stehen für die Aktionen im Kampf vier Kartentypen zur Verfügung: Diener-Karten, die sogenannte Diener-Figuren repräsentieren, Craft Essence-Karten, die Unterstützungen für Diener im Kampf liefern, Erfahrungspunkt-Karten, die dem Diener einige Erfahrungspunkte geben, und Befehlskarten, die Unterstützung für Angriffskarten liefern. Aus diesen Karten kann er bis zu fünf auswählen. Pro Team kann man bis zu fünf Diener und einen unterstützenden Diener auswählen, wobei nur drei Diener aktiv kämpfen, während die anderen die Nachhut bilden.
Alle Diener haben eine Klasse. Im Gegensatz zu Anime oder Manga ist nicht nur die Klasse des Dieners, sondern auch die eingesetzte Attacke für die Effektivität des Angriffs ausschlaggebend. Wenn der Spieler kämpft, kann er außerdem drei Angriffskarten aus zufällig ausgewählten fünf Angriffskarten auswählen und Feinde bekämpfen. Werden gleiche Karten ausgewählt, verstärkt sich eine Wirkung je nach gewähltem Kartentyp. Dabei gibt es drei Kartentypen: Buster, Arts und Quick. Buster verstärkt die Kräfte des Angriffs. Arts verstärkt die Effizienz der Ladung des NP. Quick erhöht die Wahrscheinlichkeit, in der nächsten Runde einen kritischen Treffer zu treffen. Jeder Diener verfügt über eine Noble Phantasm, eine spezielle Fähigkeit oder Attacke. Wenn die Noble-Phantasm-Punktleiste eines Dieners gefüllt ist, kann sein Noble Phantasm eingesetzt werden. Dabei handelt es sich entweder um einen starken Angriff auf einen oder mehrere Gegner oder eine Verstärkung für die befreundeten Diener.
Magische Uniformen des Spielers verschaffen im Kampf Vorteile. Zum Beispiel lässt sich durch Einsatz einer Fähigkeit der erlittene Schaden eines Dieners reduzieren, um ihn vor dem k. o. zu bewahren.

## Anime-Adaptionen
Das Spiel wurde in Form von vier Fernsehfilmen, einem Kinofilm, einer Anime-Fernsehserie und einer Original Video Animation umgesetzt.
Die Filmreihe umfasst:
- Fate/Grand Order: First Order (2016, 72 min, Studio Lay-duce)
- Fate/Grand Order x Himuro no Tenchi: 7-nin no Saikyō Ijin-hen (2017, 15 min, Studio Ufotable)
- Fate/Grand Order: Moonlight/Lostroom (2017, 33 min, Lay-duce)
- Fate/Grand Order -Absolute Demonic Front: Babylonia- (2019, 27 min, Studio CloverWorks)

Im Juni 2021 erschien die zweiteilige OVA Fate/Grand Carnival als Ableger des ersten Fernsehfilms. Sie wurde von Studio Lerche produziert. Am 30. Juli 2021 kam zudem der Film Fate/Grand Order -Shūkyoku Tokuiten Kani Jikan Shinden Solomon- in die japanischen Kinos. Er entstand bei CloverWorks und nimmt Bezug auf den ersten Film sowie auf die Fernsehserie von 2019.

### Fernsehserie
Bei CloverWorks entstand 2019 eine Anime-Fernsehserie zum Spiel unter dem Titel Fate/Grand Order -Absolute Demonic Front: Babylonia-, die auf den ersten Fernsehfilm aufbaut. Regie führten Eita Higashikubo und Toshifumi Akai, die künstlerische Leitung lag bei Hisayo Usui und Satoru Hirayanagi. Das Charakterdesign entwarf Tomoaki Takase, die Tonarbeiten leitete Yoshikazu Iwanami und für die Kameraführung war Yūya Sakuma verantwortlich. Produzent war Shizuka Kurosaki. Die Musik der Serie komponierten Keita Haga und Ryō Kawasaki. Der Vorspann ist unterlegt mit dem Lied Phantom Joke von Unison Square Garden. Die Abspannlieder sind Hoshi ga furu Yume von Eir Aoi, Prover von milet und Tell me von milet (nur Folge 16).
Die 24 Folgen wurden vom 5. Oktober 2019 bis zum 21. März 2020 von den Sendern Tokyo MX, BS11, Gunma TV, Tochigi TV und MBS in Japan gezeigt. International erfolgte eine Veröffentlichung per Streaming über die Plattformen AnimeLab, Crunchyroll, Funimation Entertainment, Hidive und Wakanim, darunter mit englischen, französischen und bei Wakanim mit deutschen Untertiteln.

### Synchronisation
| Rolle             | japanischer Sprecher |
| ----------------- | -------------------- |
| Ritsuka Fujimaru  | Nobunaga Shimazaki   |
| Mash Kyrielight   | Liyi Takahashi       |
| Fou               | Ayako Kawasumi       |
| Romani Archiman   | Kenichi Suzumura     |
| Leonardo da Vinci | Maaya Sakamoto       |
| Gilgamesch        | Tomokazu Seki        |
| Kingu             | Yū Kobayashi         |
| Merlin            | Takahiro Sakurai     |
| Anna              | Yu Asakawa           |
| Ishtar            | Kana Ueda            |
| Siduri            | Yumi Uchiyama        |
| Ushiwakamaru      | Saori Hayami         |
| Musashibo Benkei  | Toru Inada           |
| Leonidas          | Shinichiro Miki      |
| Jaguar Man        | Miki Itō             |
| Golgon            | Yu Asakawa           |
| Quetzal Coatl     | Aya Endo             |

## Einnahmen
Laut dem Wall Street Journal war das Spiel mitverantwortlich für den rasant steigenden Betriebsgewinn von Sony. Im März 2018 spielte die App durchschnittlich 2,5 Millionen Dollar pro Tag ein.
Im Jahr 2018 erzielte Fate/Grand Order einen Umsatz von 1,2 Milliarden US-Dollar und war damit das siebtumsatzstärkste Free-to-Play-Spiel des Jahres. Im Juli 2021 hatte das Spiel weltweit einen Umsatz von 5,4 Milliarden Dollar und war damit das siebtumsatzstärkste Handyspiel aller Zeiten. Bis September 2023 erreichten die Gesamteinnahmen 7 Milliarden Dollar.

## Mangaserien
Von mehreren Manga-Umsetzungen erschien zunächst -mortalis:stella- von Shiramine im Magazin Comic Zero Sum von Ichijinsha. Die Kapitel wurden auch in zwei Bänden gesammelt veröffentlicht und erschienen bei Kodansha USA auf Englisch. Der Yonkoma-Manga Manga de Wakaru! Fate/Grand Order (マンガで分かる! Fate/Grand Order) von Riyo erschien ab April 2015 online. Ihm folgten zwei Fortsetzungen im gleichen Format: Motto Manga de Wakaru! Fate/Grand Order (もっとマンガで分かる！ Fate/Grand Order) ab Dezember 2015 und Masumasu Manga de Wakaru! Fate/Grand Order (ますますマンガで分かる！ Fate/Grand Order) ab August 2017. Eine Zusammenfassung der ersten zwei Yonkoma-Mangas erschien bei Kadokawa Shoten in Japan in einem Band. 
Mit -turas réalta- erscheint seit August 2017 eine weitere Serie, geschaffen von Takashi Kawabuchi, im Bessatsu Shōnen Magazine. Sie wurde von Kodansha in bisher neuen Sammelbänden herausgebracht. Ab 2019 folgte im Magazine Pocket die Serie Fate/Grand Order – Epic of Remnant – Eirei Kengō Nana-ban Shōbu (Fate/Grand Order -Epic of Remnant- 英霊剣豪七番勝負). Sie wurde geschaffen von Rei Wataru und erschien bei Kodansha USA auch auf Englisch.

## Theaterstücke
Zum Spiel wurden zwei Theaterstücke aufgeführt. Als erstes wurde im Juli 2017 Fate/Grand Order The Stage: Domain of the Holy Round Table Camelot Replica; Agateram im Zepp Blue Theater in Roppongi gezeigt. Ein zweites Stück folgte im Januar 2019 unter dem Titel Fate/Grand Order The Stage: Order VII: The Absolute Frontline in the War Against the Demonic Beasts: Babylonia im Sankei Hall Breeze in Osaka und im Nippon Seinenkan Hall in Tokio.